# Флаг Святого Давида
Флаг Свято́го Дави́да (англ. Flag of Saint David, валл. Baner Dewi Sant) — национальный символ Уэльса.
Представляет собой чёрное прямоугольное полотнище с золотым прямым (Георгиевским) крестом.
Флаг Святого Давида использовался как альтернатива флагу Уэльса с красным валлийским драконом, наряду с флагами Святого Георгия, Святого Андрея и Святого Патрика, используемых для представления Англии, Шотландии и Ирландии соответственно. 
Бытует мнение, что чёрный и золотой цвета символизируют так называемое чёрное золото — уголь, один из основных промышленных ресурсов Уэльса вплоть до конца XX века. Также эти цвета связывают с гербовым знаменем Святого Давида Валлийского (на празднование дня этого святого люди выходят на улицы в чёрных национальных валлийских шляпах с приколотыми к ним бледно-жёлтыми цветками нарцисса — национальным символом Уэльса).

## История флага

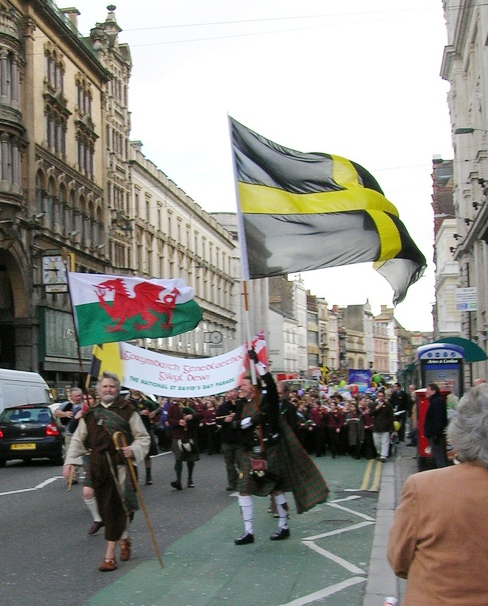
Праздничное шествие в день святого Давида, ул. Св. Марии, Кардифф, 2007 год.

По одной из версий считается, что флаг был разработан для англиканской церкви в Уэльсе, и использовался с 1921 по 1954 годы (в дальнейшем, в англиканской церкви Уэльса стали использовать кельтский крест).
Цвета флага (чёрный и золотой) зачастую ассоциируются с Святым Давидом Валлийским (пусть и не всегда в форме симметричного креста). Так, основанный в 1822 году Колледж Сент-Дэвидз (сегодня Уэльский университет в Лампетере), принял эти цвета как цвета колледжа в 1888 году. Сейчас флаг Святого Давида украшает главный корпус университетского кампуса.
Во время Второй мировой войны, флаг Святого Давида был использован как символ 38-й валлийской пехотной дивизии (англ. 38th (Welsh) Infantry Division).
Сейчас нередко флаг Святого Давида используется в спортивной символике. Так он присутствовал на всех эмблемах валлийского регбилиг клуба «Кельтские крестоносцы» (англ. Celtic Crusaders или Crusaders Rugby League, от валл. Croesgadwyr Rygbi'r Gynghrair). В период с 2007 по 2008 годы флаг Святого Давида был использован в символике футбольного клуба Кардифф Сити.  
1 марта, в день празднования дня святого Давида, флаг используется для украшений фасадов зданий и во время парадного шествия.